# Trofeu Bahía de Cartagena
El Trofeu Bahía de Cartagena és un torneig amistós de futbol que, des de 1994, tenia lloc cada any a la ciutat de Cartagena. Els partits es disputaven a l'estadi Cartagonova. Es va deixar de jugar el 2002.

## Historial
- 1994 Reial Madrid. Reial Madrid 6-2 Feyenoord.
- 1995 SC Freiburg. SC Freiburg 3-1 Reial Madrid.
- 1996 Slovan Bratislava. Slovan Bratislava 2-1 FC Barcelona.
- 1997 No disputat
- 1998 Reial Madrid. Reial Madrid 3-1 Borussia Mönchengladbach.
- 1999 Reial Madrid. Reial Madrid 1-1 Perusa.
- 2000 Suspès. FC Barcelona - AC Fiorentina.
- 2001 Reial Madrid. Reial Madrid 5-1 FC Cartagena.
- 2002 Real Betis. Reial Betis 2-0 Reial Madrid.

## Palmarès
- 4 títols:  Reial Madrid: 1994, 1998, 1999 i 2001.
- 1 títol:  SC Freiburg: 1995.
- 1 títol:  Slovan Bratislava: 1996.
- 1 títol:  Reial Betis: 2002.